# Get Santa
Get Santa (bra: Que Fim Levou Papai Noel?) é um filme de 2014 dirigido por Christopher Smith sobre um Papai Noel em busca de ajuda para voltar para casa.

## Elenco
- Jim Broadbent - Papai Noel
- Rafe Spall - Steve Anderson
- Kit Connor - Tom Anderson
- Stephen Graham - barbeiro
- Ewen Bremner - PC Finkerton
- Jodie Whittaker - Alison Anderson
- Michael Walter - Entwhistle
- Warwick Davis - Sally
- Joanna Scanlan - Ruth
- Nonso Anozie - Knuckles
- Perry Benson - Jimbo
- Matt King - Brian
- Joshua McGuire - Tony
- Hera Hilmar - WPC Boyle
- Craig Fackrell - barbeiro
- Bjarne Henriksen - Lars
- Gerry Cole - prisioneiro

## Recepção
No agregador de críticas dos Estados Unidos, o Rotten Tomatoes, na pontuação onde a equipe do site categoriza as opiniões da  grande mídia e da mídia independente apenas como positivas ou negativas, o filme tem um índice de aprovação de 79% calculado com base em 29 comentários dos críticos. Por comparação, com as mesmas opiniões sendo calculadas usando uma média aritmética ponderada, a nota alcançada é 6.23/10 que é seguida do consenso: "Com uma performance bombástica de Jim Broadbent, Get Santa captura brilhantemente as alegrias do feriado de Natal".
Em outro agregador de críticas também dos Estados Unidos, o Metacritic, que calcula as notas usando somente uma média aritmética ponderada de críticos que escrevem em maioria apenas para a grande mídia, o filme tem 6 avaliações da imprensa anexadas no site e uma pontuação de 52 entre 100, com a indicação de "revisões mistas ou neutras".
Em sua crítica para o The Guardian, Xan Brooks disse que o filme "é  sobrecarregado com bugigangas baratas. A atuação obstinada e sincera trabalha duro para sustentá-la." Na Variety,  Charles Gant disse que "no geral, há tanto para os adultos quanto para as crianças, embora os últimos provavelmente sejam os únicos a apreciar as renas peidando e as bolinhas de cocô disparadas contra carros de polícia em perseguição." Em sua revisão para a The Hollywood Reporter, Leslie Felperin disse que "o elenco sólido, algumas frases bem feitas - são realmente muito boas, embora os espectadores tenham que percorrer uma quantidade moderada de piadas de peido de rena para chegar até elas."